# WCW World Television Championship
O World Championship Wrestling (WCW) World Television Championship foi um título de wrestling criado pela World Championship Wrestling. Somente podia ser defendido em combates televisionados (com raras exceções).
O título foi criado em 1974 pela Mid-Atlantic Wrestling como um título secundário. Ficou conhecido como Mid-Atlantic TV Championship e depois por NWA TV Championship alguns anos depois. Enquanto na Mid-Atlantic, o título se tornou famoso por NWA World TV Championship.
Então, a WCW retirou este título da NWA, e passou a se chamar WCW World TV Championship até ser desativado, em 2000.